# Sadiba Koulibaly
Pour les articles homonymes, voir Koulibaly.
Sadiba Koulibaly, aussi appelé Sidiba Koulibaly, mort le 22 juin 2024 à Conakry, est un diplomate guinéen et officier des forces armées guinéennes.
Il est le chef d'état-major des armées des forces armées de la Guinée du 12 octobre 2021 au 9 mai 2023.
Le 15 juin 2024, il est condamné à 5 ans de prison pour « désertion et détention illégale d'armes » par le tribunal militaire de Conakry. Il meurt en détention une semaine plus tard.

## Biographie

### Parcours d'officier
Il est le numéro 2 du CNRD depuis le coup d'État en Guinée. Le 29 septembre 2021, il est à la tête de la délégation qui rencontre le président de la CEDEAO Nana Akufo-Addo après la suspension de la Guinée des instances de la CEDEAO.
Du 12 octobre 2021 au 9 mai 2023, il est chef d'état-major des armées guinéen, succédant au général Namory Traoré, avant d'être remplacé par le général Ibrahima Sory Bangoura.
Dans la même soirée, il est nommé ministre de l'Urbanisme, de l'Habitat et de l'Aménagement du territoire, chargé de la récupération des domaines spoliés de l’État, en remplacement du général Ibrahima Sory Bangoura.
Le lendemain de sa nomination, il est limogé par un décret et remplacé par Ibrahima Kalil Condé, ancien gouverneur de Kindia.
En octobre 2023, il est nommé chargé d'affaires à l'ambassade de Guinée à Cuba jusqu'à son arrestation le 4 juin 2024.

### Arrestation et condamnation
Il revient de Cuba pour régulariser sa situation et celle des membres du personnel de l'ambassade de Guinée à Cuba qui n'ont pas reçu leur salaire depuis cinq mois, selon le général Sadiba Koulibaly, à l'ouverture de son procès le 13 juin 2024. 
Il est condamné à une peine de cinq ans de prison ferme par le tribunal militaire de Conakry en juin 2024.
Le lendemain de sa condamnation, le 15 juin, il est radié des effectifs de l'armée guinéenne et rétrogradé au grade de colonel.

### Mort
Sadiba meurt le 22 juin 2024 à Conakry, à la suite d'un traumatisme profond ayant entrainé un arrêt cardiaque, selon le rapport d’autopsie des médecins militaires rendu public le 26 juin 2024,.

## Prix et reconnaissance
- 2022 :  Grand officier de l'ordre national du Mérite (Guinée)[15].